# 高默
高默（1586年—1639年），字玄之，别號古雝，山東兖州府濟寧州人。

## 生平
十月二十二日生。萬曆四十三年（1615年）乙卯科山東鄉試舉人，四十四年（1616年）联捷丙辰科三甲一百三名進士，刑部觀政，授元氏县知县，四十六年丁憂。天啓元年（1621年）左迁湖廣按察使司知事，二年調宁国府太平县知县，未及上任，又改任卫辉府教授。天启三年（1623），升为国子监博士。同年，任刑部四川司主事，六年升员外郎，旋升江西司郎中，改湖广清吏司郎中。天启六年（1626年），因审理扬州知府刘铎一案，为魏忠贤不满，被廷杖降职。
崇禎元年（1628年）三月，原任刑部江西司郎中高默等以輕擬劉鐸被降調，具疏自明，下部查覆。不久官复原职。二年（1629年），因德王府横征暴敛、鱼肉乡民，上疏力参，崇祯三年被外放为河南知府。四年考察降调，后辞官归乡，崇禎十二年卒于家，年五十四。著有《参德藩书》《陈情稿》《楚游漫稿》《梅花堂诗》《秋怀诗三十韵》等。

## 家族
曾祖高惠。祖父高珩，庠生。父高祀，庠生。

## 引用
1. ↑  《萬曆四十四年丙辰科進士序齒録》